# Acidanthera laxa
Acidanthera laxa là một loài thực vật có hoa trong họ Diên vĩ. Loài này được Goldblume miêu tả khoa học đầu tiên.